# Jean-Baptiste Drouet d'Erlon

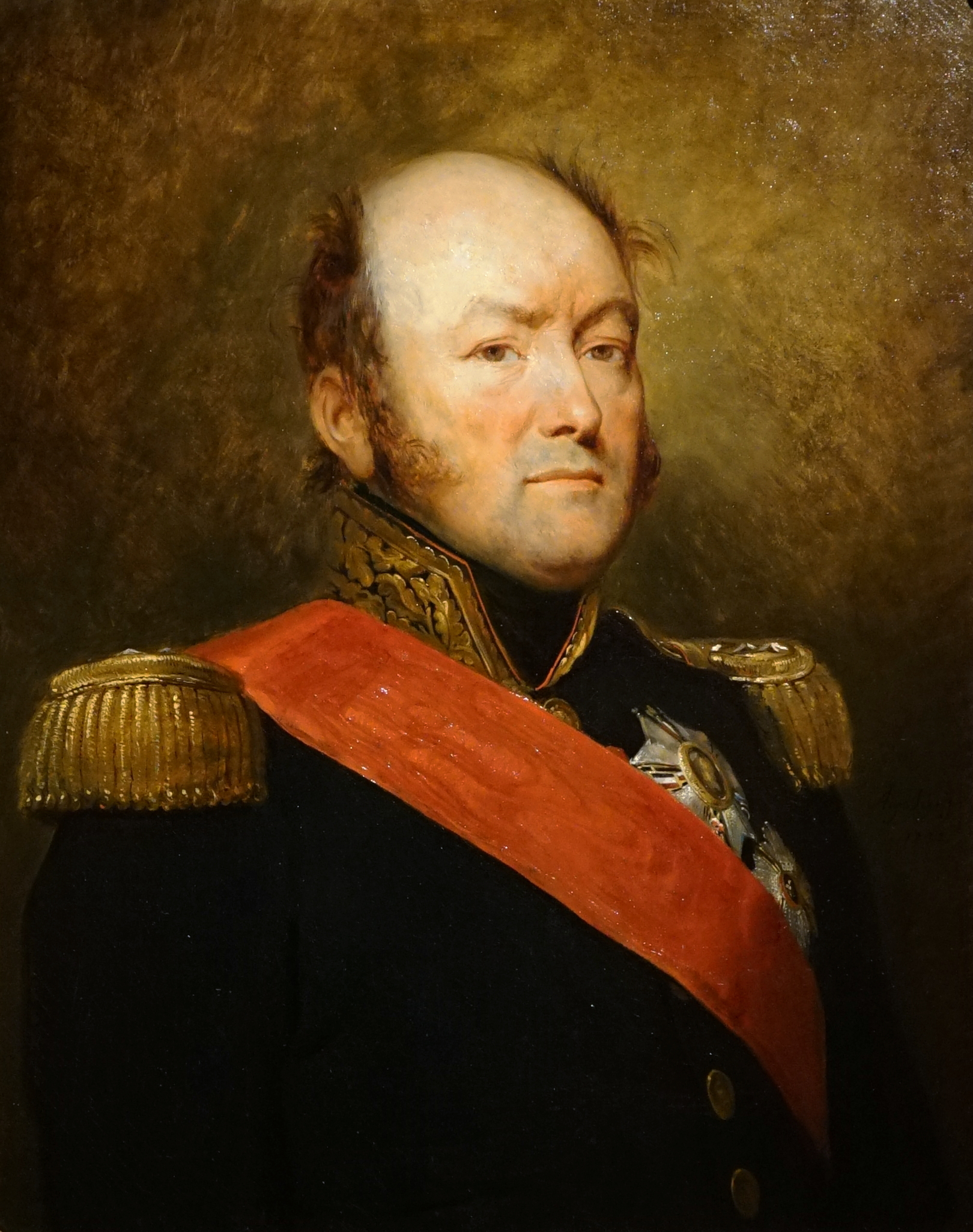
Jean-Baptiste Drouet

Jean-Baptiste Drouet, greve d'Erlon, född 29 juli 1765, död 25 januari 1844, var en fransk militär.
Drouet blev menig soldat 1782, och utmärkte sig under revolutions- och Napoleonkrigen för tapperhet och militär begåvning. Han blev 1799 generalmajor och tog berömlig del särskilt i fälttåget mot Preussen 1806 och i striderna i Spanien och södra Frankrike 1811–1814. År 1815 slöt han sig till Napoleon I och förde i Waterloofälttåget befälet över första kåren. 
Efter Napoleons fall flydde Drouet, han dömdes in contumaciam till döden, fick 1825 återvända men återinträdde i tjänst först efter julirevolutionen 1830. Som generalguvernör i Algeriet 1834–1835 visade Drouet ringa begåvning, och när han 1843 blev marskalk, var det främst som en belöning för hans forna bedrifter.